# Most łyżwowy pod Czerwińskiem
Most pod Czerwińskiem nad Wisłą – tymczasowy most łyżwowy użyty przez wojska Królestwa Polskiego w kampanii letniej 1410 w trakcie wielkiej wojny z Krzyżakami.
Przekazy o jego wykorzystaniu zawarto w anonimowej Kronice konfliktu i Rocznikach Jana Długosza, gdzie określany jest jako most na łodziach. Konstrukcję przygotowano potajemnie zimą i wiosną 1410, spławiono Wisłą i 30 czerwca zmontowano powyżej Czerwińska, umożliwiając polskim oddziałom sprawne i szybkie sforsowanie rzeki w ciągu trzech dni. Następnie most zdemontowano i spławiono do Płocka. Użyto go ponownie w końcu września 1410 pod Przypustem, gdzie siły polskie przeprawiały się w drodze powrotnej z Prus.
Obiekt ten zapewnił szybszą przeprawę przez Wisłę, co stanowiło pewne zaskoczenie dla dowództwa krzyżackiego i ułatwiło koncentrację wojsk polsko-litewskich pod Czerwińskiem. Miało to istotny wpływ na dalszy przebieg kampanii, a tym samym na bitwę pod Grunwaldem. Zarówno pomysł wykorzystania takiej konstrukcji, jak i jej wykonanie oraz sprawne użycie, oceniane jest jako duży sukces ówczesnej polskiej inżynierii wojskowej.

## Typ mostu
Konstrukcja ta w różnych opracowaniach określana jest jako most pontonowy, co jednak według prof. Barbary Rymszy z warszawskiego Instytutu Badawczego Dróg i Mostów, nie jest precyzyjnym określeniem, ponieważ powinno używać się go wobec mostów opartych o łodzie (pontony) przetransportowane na miejsce przeprawy lądem. Natomiast w sytuacji, gdy łodzie są holowane lub spławiane rzeką do miejsca montażu, tak jak w konstrukcji z 1410, należy posługiwać się terminem most łyżwowy.

## Cel wykonania
Decyzja o budowie mostu zapadła na początku grudnia 1409 podczas narady w Brześciu Kujawskim z udziałem króla Władysława Jagiełły, wielkiego księcia Witolda i ich najbliższych doradców. Była wynikiem wyboru Czerwińska jako miejsca koncentracji sił polsko-litewskich. Most miał ułatwić przeprawę przez Wisłę chorągwi Królestwa Polskiego, nadciągających z zachodu (z Wielkopolski) i południa (Małopolska i Ruś Czerwona) oraz posiłków książąt mazowieckich. Następnie, już na północnym brzegu rzeki, oddziały te połączyłyby się z wojskami Wielkiego Księstwa Litewskiego, maszerującymi ze wschodu od strony Pułtuska, po sforsowaniu Narwi. Ponadto użycie tej konstrukcji w Czerwińsku umożliwiało utrzymanie w niepewności dowództwa sił krzyżackich co do głównego kierunku uderzenia armii polsko-litewskiej, którym był Malbork, tak by doprowadzić do stoczenia walnej bitwy.

## Przygotowania
Elementy przeprawy wykonywane były potajemnie w ciągu miesięcy zimowych i wiosennych 1410, w górze Wisły, pod Kozienicami, blisko Puszczy Radomskiej, z której pozyskiwano materiał do budowy. Nadzór nad pracami sprawował starosta radomski, Dobrogost Czarny z Odrzywołu, herbu Nałęcz. Bezpośrednim wykonawcą zadania był mistrz ciesielski Jarosław, o którym nic bliższego nie wiadomo, choć być może był tożsamy z Jarosławem, który otrzymał przywilej królewski 14 lutego 1410 na budowę młyna i tartaku nad Wieprzem pod Krasnymstawem.
Wybór Kozienic jako miejsca prac wynikał z sąsiedztwa puszczy oraz z faktu, iż była to jedna z ostatnich większych miejscowości nad Wisłą, bliskich rejonowi koncentracji wojsk, które nie leżały na terytorium księstw mazowieckich. Najprawdopodobniej prace wykonywali chłopi z majątku starosty pod kierunkiem rzemieślników-mieszczan. Prowadzone były na koszt króla.

## Wykorzystanie

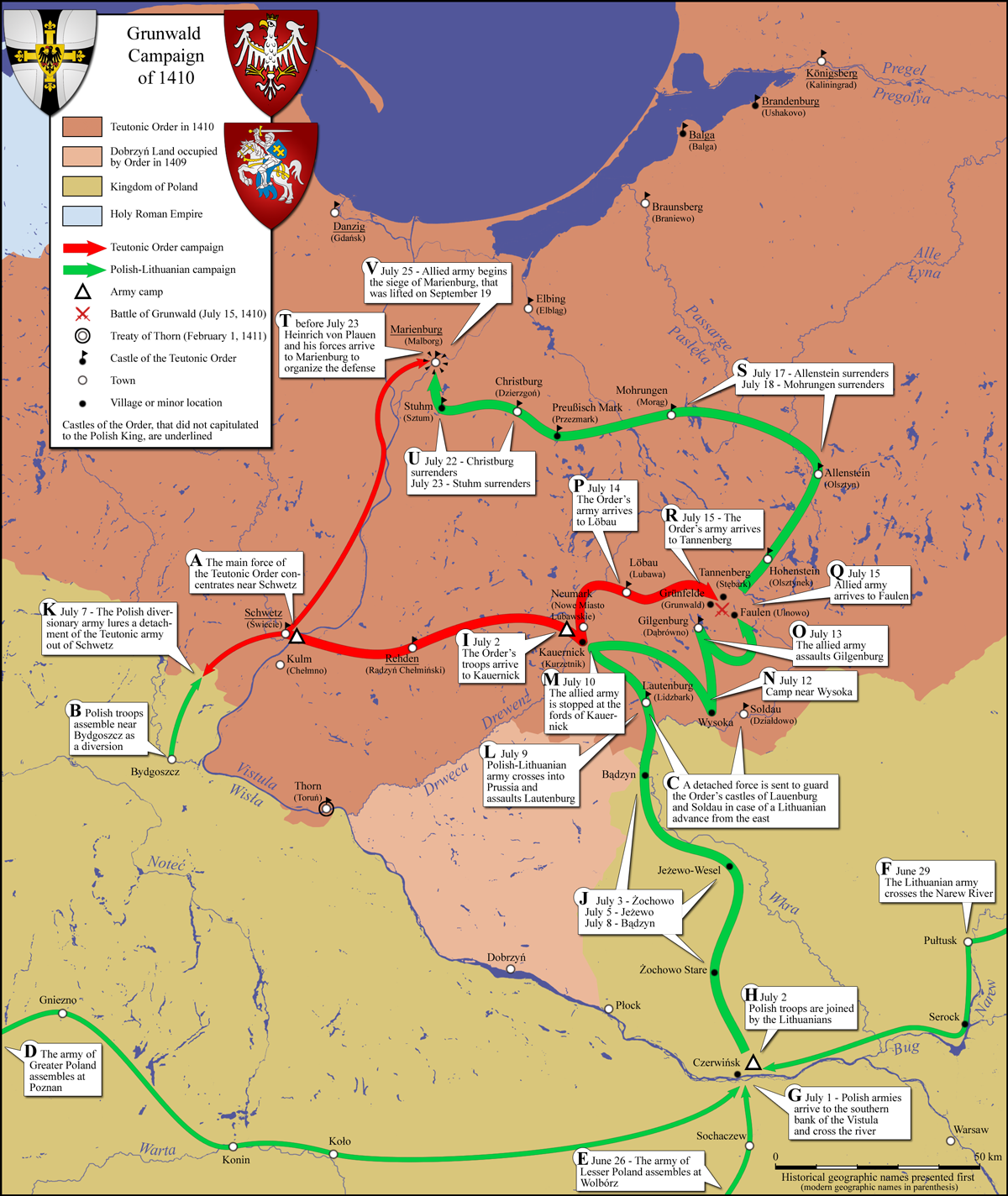
Mapa kampanii letniej 1410 (inaczej kampanii grunwaldzkiej)

Zgodnie z planem most został spławiony Wisłą, najpewniej 29 czerwca 1410. Zmontowano go w zaledwie pół dnia, 30 czerwca. Ustawiony był gdzieś powyżej klasztoru czerwińskiego, przy czym obecnie trudno dokładnie zlokalizować to miejsce (może na linii Kromnów – Zdziarka lub Kromnów – Czerwińsk).
Zgodnie z przekazem Kroniki konfliktu i Roczników Jana Długosza przeprawa wojsk polskich z towarzyszącym im taborem, artylerią i resztą sprzętu wojskowego, rozpoczęła się tego samego dnia i przebiegła bez żadnych wypadków przez kolejne dni, do 2 lipca. Jeszcze 30 czerwca król i większość chorągwi małopolskich znaleźli się na północnym brzegu Wisły, gdzie rozbito obóz. Pozostałym polskim oddziałom, które stopniowo przybywały w rejon koncentracji, zajęło to następne dni. Sama przeprawa odbywała się w dobrym, określonym porządku – jak przekazuje Długosz, wejścia na most strzegł zastęp wybranych rycerzy, pilnujący, by nie doszło do zamieszania i tłoku, wyloty zabezpieczone były także potężnymi belkami (kobyleniami), które uniemożliwiały zbliżanie się inną niż wyznaczona drogą, a każdej chorągwi towarzyszył przewodnik. Jak się wydaje, w korzystaniu z mostu pierwszeństwo dano taborom i artylerii, część chorągwi mogła sforsować rzekę wpław, dzięki niskiemu stanowi wody tego lata.
Nie wiadomo, kto kierował spławem konstrukcji, a także jej ustawianiem i samą przeprawą. W zakresie tego ostatniego zadania Długosz uwydatniał rolę króla, co przyjął Stefan M. Kuczyński, podkreślając udział monarchy aż po najdrobniejsze szczegóły, czego potwierdzeniem miała być późniejsza wzmianka w krzyżackim dokumencie z 1412 o udziale Jagiełły w kierowaniu budową zamku w Wielonie. Trudno jednak przypuszczać, by król faktycznie wszystkim kierował osobiście, bez pomocy innych osób.
Po moście przeprawiono bez uszkodzeń technicznych i większych drgań kilkunastotysięczne siły, wraz z artylerią, taborami i czeladzią obozową. Ich liczebność jest trudna do określenia, w literaturze naukowej przedstawiano rozmaite sposoby jej określenia, stąd szacunki badaczy są różne – 18 000 jazdy, 4000 piechoty, 30 dział i 8000 wozów, 18 000 jazdy i 2000 piechoty, 25 000 jazdy, 4000 piechoty i 8000–9000 wozów, około 20 000 jazdy i niemożliwa do określenia liczba czeladzi. Jeśli chodzi o rozmiary taboru, to Andrzej Nadolski, poddał krytycznej ocenie szacunki wynoszące od 8000 do 11 000 wozów, opierające się na założeniu, iż każda kopia rycerska dysponowała co najmniej jednym wozem, a do tego miały dochodzić jeszcze pojazdy z miast królewskich do transportu dział, amunicji i żywności. Jego zdaniem takie obliczenia należy znacznie zredukować, w oparciu o konkretne przykłady z czasów nieco późniejszych (np. znaną ze źródeł wielkość polskiego taboru w bitwie pod Chojnicami), i można przyjąć, że w armii polskiej w 1410 jeden wóz przypadał na 5–6 kombatantów.
Po zakończeniu przeprawy most rozebrano i spławiono do Płocka, by mógł być później ponownie wykorzystany. Stało się tak w końcu września 1410, gdy armia polska powracała z Prus. Po ogłoszeniu zakończenia wyprawy w ziemi dobrzyńskiej król z oddziałami nadwornymi, taborem, kontyngentami miejskimi i częścią pospolitego ruszenia rycerstwa stanął 25 września nad Wisłą pod Przypustem (koło Aleksandrowa Kujawskiego). Tam też ustawiono most, przy czym tym razem montaż napotkał bliżej nieznane trudności techniczne. Z tego powodu przeprawa nastąpiła dopiero po dwóch dniach, 27 września.
Dalsze losy konstrukcji pozostają nieznane. Wysunięto przypuszczenie, iż użyto jej części w trakcie kolejnych wojen z Krzyżakami, przy wznoszeniu innych przepraw na Wiśle (pod Zakroczymiem w 1414, Czerwińskiem w 1422 czy Nieszawą w 1454), co jednak wydaje się mało prawdopodobne, ponieważ elementy mostu musiałyby być poddawane specjalnej konserwacji.

## Konstrukcja

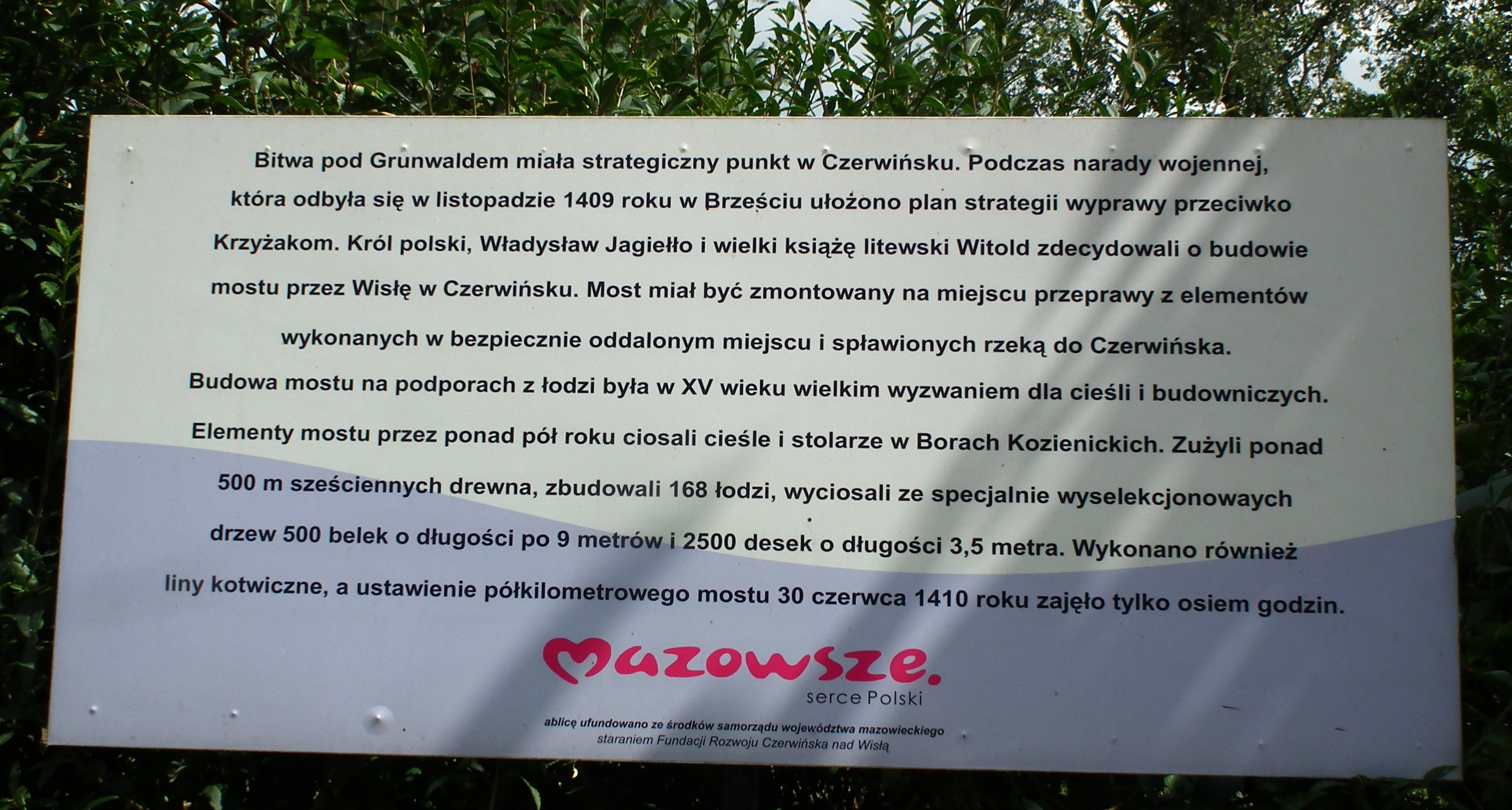
Tablica informacyjna poświęcona konstrukcji mostu z 1410 w domniemanym miejscu jego ustawienia

Nie zachowały się dokładne informacje na temat konstrukcji mostu, co zapewne wynikało z utrzymywania jego budowy w tajemnicy. W Kronice konfliktu został opisany lakonicznie, podkreślono jedynie niezwykłość konstrukcji i fakt, iż w trakcie przeprawy nikt nie odniósł obrażeń. Nieco więcej szczegółów na temat tego mostu na łodziach podał Długosz. Na bazie jego przekazu próbowano odtworzyć wymiary konstrukcji. Rozważania te dały rozmaite wyniki.
Szacunkowo do zmontowania mostu wykonano 500 belek 9-metrowych i 2500 desek 3,5-metrowych oraz od 168 do 200 łodzi-łyżew, prawdopodobnie płaskodennych, o wrzecionowatym kształcie, stabilnych, o długości 8–12 metrów i szerokości 2–3 metrów, na których opierać się miała konstrukcja. Zużyto w tym celu 500 m³ drewna z wyselekcjonowanych drzew o wysokiej jakości konstrukcyjnej. Skręcono też dużą ilość lin kotwicznych. Spław odbywał się prawdopodobnie po częściowym montażu przęseł, w formie katamaranów. Liczba przęseł mogła sięgać 80.
Most miał około 500 metrów długości, tyle bowiem wynosiła szerokość Wisły w okolicach Czerwińska. Możliwe jednak, iż był krótszy, co mogło wynikać z ukształtowania terenu wokół rzeki, obecności Kępy Śladowskiej i licznych łach piasku, które mogły zostać wykorzystane do przeprawy (możliwe, iż było kilka odcinków mostu między tymi wysepkami i brzegiem). Jego szerokość wyniosła prawdopodobnie około 2,4 metra, pomost był pokryty faszyną z zasypką ziemną, nie posiadał poręczy.

## Znaczenie

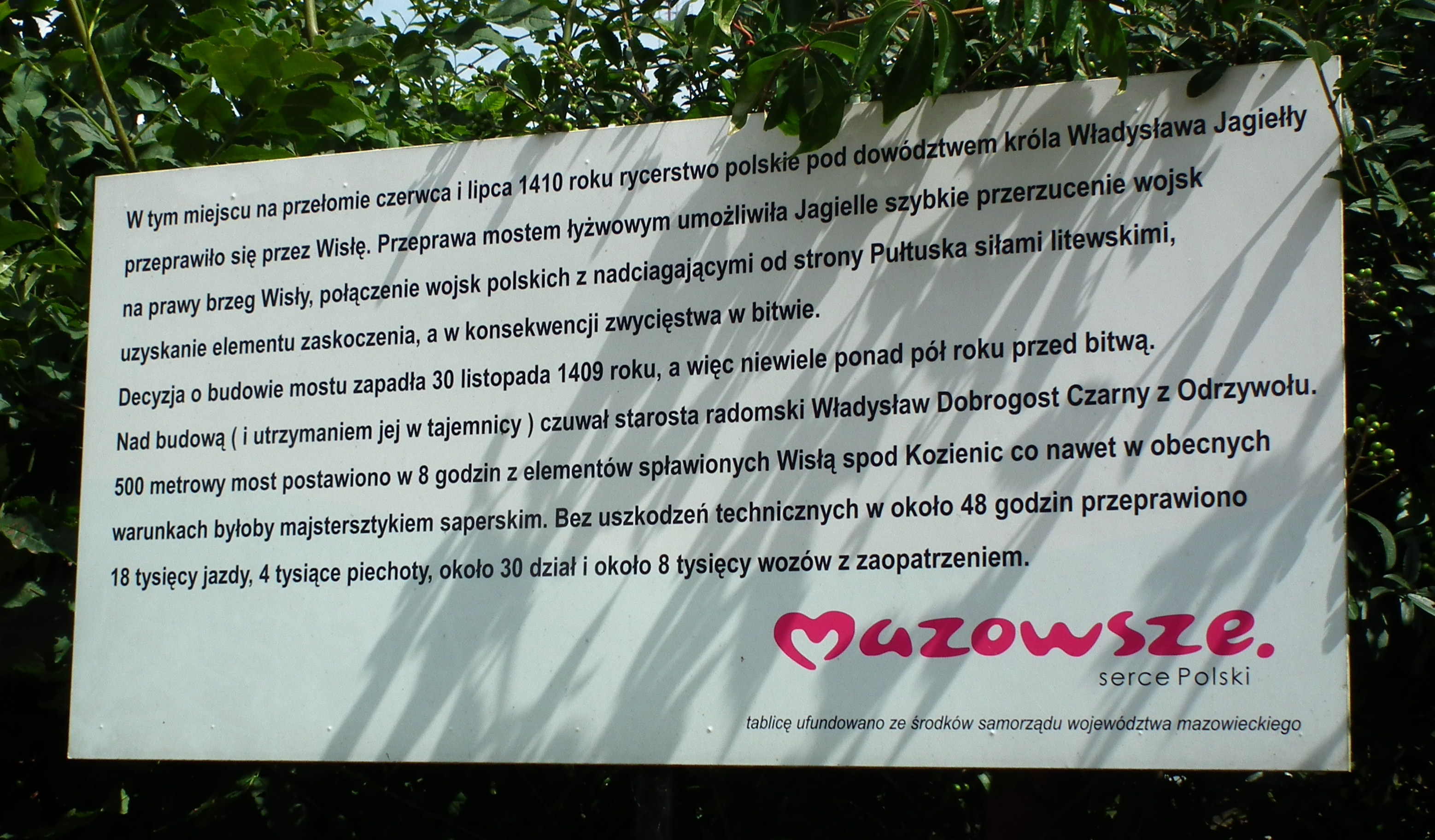
Tablica informacyjna poświęcona znaczeniu mostu z 1410 w domniemanym miejscu jego ustawienia

Most pod Czerwińskiem ułatwił szybką przeprawę przez Wisłę i przez to przyśpieszył koncentrację wojsk Polski i Litwy, które po sforsowaniu rzeki w tym miejscu mogły uderzyć na ziemię dobrzyńską, ziemię chełmińską i Pomezanię, kierując się na Malbork. Zagrożenie samego centrum państwa zakonnego miało zmusić Krzyżaków do przyjęcia bitwy w otwartym polu, czego efektem była bitwa pod Grunwaldem. Ponadto szybkość przeprawy przez ten most zaskoczyła dowództwo krzyżackie, czego dowodem są także wzmianki o nim w korespondencji zakonnej.
Trudno natomiast określić, w jakim stopniu niezwykła była sama konstrukcja. Długosz przedstawił w swoich Rocznikach opis spotkania w Toruniu (3 lipca) między wielkim mistrzem Ulrichem von Jungingenem a Dobiesławem Skoraczewskim, polskim rycerzem w służbie posłów węgierskich, Ścibora ze Ściborzyc i Mikołaja Gary, którzy wysłali go do obozu polskiego, gdzie przebywał 30 czerwca. Wedle kronikarza, przywódca zakonu nie wierzył w tak szybkie sforsowanie Wisły przez przeciwnika, przytaczając wiadomości swoich zwiadowców, mówiące, że siły polskie stoją nad rzeką, nie mogąc jej pokonać. Ponadto potraktował opowieści o moście jako niepoważne, twierdząc, iż doniesiono mu o wzniesieniu go w powietrzu. Kiedy Skoraczewski, który widział konstrukcję, zaczął wyjaśniać jej faktyczny wygląd, Jungingen odrzucił jego słowa jako kłamstwa czy też zbyt stronnicze, z uwagi na pochodzenie rozmówcy, ocenianie potęgi króla Polski. Niewykluczone, iż ta relacja nie jest wiarygodna, lecz to efekt świadomego, tendencyjnego kreowania wielkiego mistrza w kronice na osobę butną, pełną pychy, lekceważącą przeciwnika. Możliwe, iż przywódca zakonu szybko dowiedział się o moście i przeprawie, a rozmowa z polskim rycerzem potwierdziła otrzymane wcześniej informacje.
Zarówno Kronika konfliktu, jak i przekaz Długosza, określają most pod Czerwińskiem jako nowość, wcześniej niespotykaną w Polsce. W polskiej literaturze naukowej uznaje się tę konstrukcję za śmiałe i nowatorskie rozwiązanie, spektakularny sukces ówczesnej inżynierii wojskowej, szczególnie pod względem tempa montażu, jak również długości mostu. Uznaje się także, iż był to pierwszy polski most, o którego eksploatacji zachowała się pisemna relacja.
Most na łodziach nie był zupełnie niezwykłym zjawiskiem w średniowiecznej Europie. Konstrukcje takie znano co najmniej od końca XI wieku, w ten sposób połączono np. brzegi Nogatu, ponadto w kampanii letniej 1410 podobny most zmontowano na Narwi pod Pułtuskiem dla przeprawy wojsk litewskich. Opisy takich rozwiązań technicznych pojawiają się także w traktach o sztuce wojennej z tej epoki. Chronologicznie najbliższym wielkiej wojnie z Krzyżakami był Bellifortis Konrada Kyesera, dzieło ukończone około 1405, bogato ilustrowane, gdzie i w opisie, i na miniaturze, przedstawiono most pływający, który może przypominać ten spod Czerwińska.

## Upamiętnienie
W styczniu 2010, z okazji przypadającego w tym roku sześćsetlecia bitwy pod Grunwaldem, pojawił się pomysł wykonania repliki mostu w celu przypomnienia tego obiektu i popularyzacji wiedzy o nim. Prace podjęto w warszawskim Instytucie Badawczym Dróg i Mostów, pod kierunkiem prof. Barbary Rymszy. W planach, z uwagi na żeglowność Wisły, nie brano pod uwagę budowy pełnowymiarowej repliki. Początkowo zakładano wzniesienie spacerowego molo w formie podkowy, którego dwa boki miały mieć postać współczesnych mostów saperskich, a jeden być rekonstrukcją o długości dwóch przęseł mostu z 1410. W budowie miały wziąć udział jednostki inżynieryjne Wojska Polskiego, co jednak się nie powiodło – z powodu konieczności walki z powodzią w maju i czerwcu 2010. Ostatecznie, z udziałem władz lokalnych, firmy mostowej z Warszawy, pomocy Domu Polonii w Pułtusku oraz Ochotniczej Straży Pożarnej z Nowego Dworu Mazowieckiego, zbudowano replikę składającą się z przęsła wspartego na łodziach i przęsła brzegowego z kobyleniami. Została uroczyście odsłonięta 26 czerwca 2010, w ramach czerwińskich obchodów sześćsetlecia bitwy grunwaldzkiej, połączonych z piknikiem historycznym Przez Czerwińsk na Grunwald. Była jedynie czasową atrakcją, po trzech dniach została rozebrana.
Natomiast w Kozienicach, na terenie zespołu pałacowo-parkowego, znajduje się wielofigurowy pomnik upamiętniający budowę mostu wraz z repliką jego fragmentu. Wzniesiony na niewielkim pagórku monument przedstawia postać Władysława Jagiełły na koniu, którego za uzdę przytrzymuje Zbigniew Oleśnicki (w trakcie wielkiej wojny sekretarz królewski), a starosta Dobrogost Czarny przekazuje monarsze plany budowy mostu. Poniżej umieszczono figurę mistrza Jarosława, składającego ukłon władcy, a za nim postacie cieśli i kowala przy pracy. Za nimi umieszczono replikę dwóch przęseł mostu. Pomnik odsłonięto 19 czerwca 2010, w ramach kozienickich obchodów sześćsetlecia bitwy grunwaldzkiej.